# Finlande aux Jeux olympiques d'hiver de 2006
Cet article contient des informations sur la participation et les résultats de la Finlande aux Jeux olympiques d'hiver de 2006 à Turin en Italie. La Finlande était représentée par 102 athlètes.

## Médailles
- Liste des vainqueurs d'une médaille (par ordre chronologique)
  - Markku Koski  en snowboard Halfpipe H Résultats
  - Matti Hautamäki  en saut à ski NH individuel Résultats
  - Aino Kaisa Saarinen et Virpi Kuitunen  en ski de fond dans le relais du sprint F Résultats
  - Mikko Ronkainen  en ski acrobatique en bosses H en ski acrobatique en bosses H Résultats
  - Antti Kuisma, Anssi Koivuranta, Jaakko Tallus et Hannu Manninen  en combiné nordique par équipe Résultats
  - Tami Kiuri, Janne Happonen, Janne Ahonen et Matti Hautamäki  en saut à ski par équipe Résultats
  - Tanja Poutiainen  en ski alpin en Slalom géant F Résultats
  - Markku Uusipaavalniemi, Wille Makela, Kalle Kiiskinen,Teemu Salo et Jani Sullanmaa  en curling masculin Résultats
  - L'Équipe de Finlande de hockey sur glace  en hockey sur glace masculin Résultats

## Épreuves

### Biathlon
- Paavo Puurunen

### Combiné nordique
- Hannu Manninen
- Jaakko Tallus
- Anssi Koivuranta
- Janne Ryynänen
- Antti Kuisma

### Curling
Hommes
- Markku Uusipaavalniemi
- Wille Mäkelä
- Kalle Kiiskinen
- Teemu Salo
- Jani Sullanmaa

### Hockey sur glace
Hommes
- Fredrik Norrena
- Antero Niittymäki
- Niklas Bäckström
- Kimmo Timonen
- Ossi Väänänen
- Sami Salo
- Aki-Petteri Berg
- Toni Lydman
- Teppo Numminen
- Joni Pitkänen
- Teemu Selänne
- Saku Koivu
- Olli Jokinen
- Ville Peltonen
- Antti Miettinen
- Mikko Koivu
- Antti Laaksonen
- Jukka Hentunen
- Jere Lehtinen
- Jussi Jokinen
- Jarkko Ruutu
- Niko Kapanen

Femmes
- Noora Räty
- Maija Hassinen
- Hanna Kuoppala
- Emma Laaksonen
- Heidi Pelttari
- Satu Kiipeli
- Terhi Mertanen
- Saija Sirviö
- Kati Kovalainen
- Satu Tuominen
- Sari Fisk
- Oona Parviainen
- Mari Saarinen
- Satu Hoikkala
- Nora Tallus
- Eveliina Similä
- Saara Tuominen
- Mari Pehkonen
- Marja-Helena Pälvilä
- Karoliina Rantamäki

### Patinage artistique
Femmes
- Susanna Pöykiö
- Kiira Korpi

### Patinage de vitesse
Hommes
- Pekka Koskela
- Mika Poutala
- Janne Hänninen
- Risto Rosendahl

### Saut à ski
- Janne Ahonen
- Matti Hautamäki
- Joonas Ikonen
- Risto Jussilainen
- Janne Happonen

### Ski acrobatique
- Sami Mustonen
- Tapio Luusua
- Janne Lahtela
- Mikko Ronkainen
- Jusso Lahtela

### Ski alpin
Hommes
- Kalle Palander
- Jukka Rajala

Femmes
- Tanja Poutiainen
- Henna Raita

### Ski de fond
Hommes
- Sami Jauhojärvi
- Teemu Kattilakoski
- Lauri Pyykkönen
- Ville Nousiainen
- Keijo Kurttila
- Tero Similä

Femmes
- Virpi Kuitunen
- Aino Kaisa Saarinen
- Kati Venäläinen
- Riitta-Liisa Lassila
- Kirsi Välimaa
- Elina Hietamäki

### Snowboard
Hommes
- Antti Autti
- Janne Korpi
- Toni-Markus Turunen
- Markku Koski
- Risto Mattila

Femmes
- Niina Sarias